# Chrysophyllum azaguieanum
Chrysophyllum azaguieanum là một loài thực vật có hoa trong họ Hồng xiêm. Loài này được J.Miège mô tả khoa học đầu tiên năm 1956.